# Канонічне комутаційне співвідношення
Каноні́чне комутаці́йне співвідно́шення — у квантовій механіці це співвідношення між канонічно спряженими операторами, тобто операторами фізичних величин, які є дуальними відносно перетворення Фур'є.
Наприклад, канонічне комутаційне співвідношення для оператора координати частинки {\displaystyle {\hat {x}}} та оператора проєкції її імпульсу на вісь x {\displaystyle {\hat {p}}_{x}} має вигляд:
{\displaystyle [{\hat {x}},{\hat {p}}_{x}]=i\hbar }
де квадратними дужками позначено комутатор:
{\displaystyle [{\hat {x}},{\hat {p}}_{x}]={\hat {x}}{\hat {p}}_{x}-{\hat {p}}_{x}{\hat {x}}}
З цього співвідношення випливає, зокрема, принцип невизначеності Гейзенберга.